# 本当にあった!恐いデーブ
『本当にあった!恐いデーブ』は2009年12月30日にテレビ東京で放送されたバラエティ番組である。デーブ・スペクターがアメリカの架空のテレビ番組で、デタラメな日本レポートを行うという内容である。キャッチコピーは「デーブの日本では見せないもう一つの顔が明らかに!」。

## 概説
デーブ・スペクターの黒い素顔が明らかになるという内容。番組はデーブの事務所前の中継から始まる。デーブがアメリカのテレビ番組で誤った日本の実態を紹介したことが大問題となって、その釈明を聞こうと多くのマスコミが集まっている。その後に問題となった番組が事務所前の映像を挿みながら紹介される。
デーブがエマ・ハワードが司会を務めるアメリカのトーク番組『Emma Howard's SHOW』に日本の事情通として出演する。そこで日本の実態を映し出したというビデオを紹介するが、その内容が嘘と捏造のデタラメな内容である。
釈明会見にはデーブの妻である京子スペクターも登場する。最後にはデーブ本人が登場し、番組の内容が全て嘘であると認めて終わる。

## 内容と出演者

### Emma Howard's SHOW
エマ・ハワードが司会を務めるアメリカの人気トーク番組である。デーブはそこにテレビプロデューサーという肩書を持ちながら駄洒落が多いコメンテーターとして有名な日本の事情通として出演する。デーブは日本の実態を映し出したというビデオ『Dave's report』を紹介する。

### Dave's report
奇妙奇天烈！ありえない不況打開策を図るジャパニーズ寿司屋
寿司屋の不況打開策として、寿司屋とは思えぬサービスを提供する寿司屋を特派員のブレイク・クロフォードがレポートした内容。そこの46歳の店主（マイコーりょう）は変装マニアで顔を整形をして、現在はマイケル・ジャクソンに変装している。マイケルのように踊りながら、寿司を提供する。店主はこれまでもキョンシー、ランボー、スパイダーマンなどに変装しており、現在タイガー・ウッズの14人の愛人達をコピー中である。
OISHII?がキーワード 身体を貼る芸人達!
日本のお笑い芸人の間で頻繁に使われる「OISHII（おいしい）」という言葉の意味を同じくブレイク・クロフォードがレポートする。番組リポーターはまず、日本の代表的なリアクション芸人である出川哲朗に直撃し、その意味を聞き出す。しかし、思ったような答えが得られなかったリポーターは、日本のバラエティ番組を研究し、「OISHII罰ゲーム」（ハンマーで頭蓋骨を粉砕するというもの）を出川にやってもらうが、出川はあまりに危険であるとそれを拒否、その後、出川と連絡が取れなくなる。その後、ムーディ勝山に別の罰ゲーム（頭上からボウリングの球が落下するもの）やってもらうが病院に運ばれる。こうした危険な「OISHII罰ゲーム」で過去にダンディ坂野、テツ&トモ、コウメ太夫、ギター侍、つぶやきシローといったお笑い芸人は表舞台から姿を消していった。
EXILE全米デビュー
日本の人気ボーカル&ダンスグループ「EXILE」が全米デビューするということで、そのプロモーションで『Emma Howard's SHOW』にゲスト出演する。しかし、EXILEと紹介されたのはAV男優の加藤鷹、なんでんかんでんフーズの創業者川原ひろし、『トゥナイト2』のレポーターとして知られる乱一世だった。3人にも詳しいことは伝えられていない。デーブは通訳を行うが、その内容が滅茶苦茶で会話が成立しない。最後に3人がスタジオで「Choo Choo TRAIN」を披露し、本家より早く全米デビューをする。
芸能人AVデビュー
グラビアアイドルの磯山さやかが「おならAV」デビューするまでの過程に特派員のJESSYリポーターが密着した内容。「おならAV」について途中、AV監督の村西とおるが解説を行った。
トピック出演
連日のように出演する人気お笑い芸人達。その中で特に人気者として紹介されるのが、はんにゃ、フルーツポンチ、アニマル浜口、そしてオードリー…。